# Иркуйем
Ирку́йем — криптид, гипотетическое животное, якобы обитающее (или до недавнего времени обитавшее) на Чукотке и в прилежащих районах Камчатки. Представляет собой медведя очень крупных размеров, заметно отличающегося от бурого и белого медведей телосложением и окрасом.

## Сведения
Во второй половине 1960-х годов начали появляться сообщения с Чукотки о гигантских медведях, вдвое-втрое превосходящих по весу среднего бурого медведя и отличающихся необычным видом. Одна из первых статей об этом феномене вышла в журнале «Вокруг света» № 1 и 2 за 1968 год. Некоторые исследователи-энтузиасты рассказывали, что легенды про необычных, огромных и агрессивных медведей исстари бытовали среди чукчей и местных иннуитов. Так, появлялась информация, что такого медведя, приняв за бурого медведя-урода, добыли геологи. В основном эти звери якобы встречались оленеводам, — в качестве места наибольшего числа подобных встреч чаще всего упоминался район озера Эльгыгытгын. Вдобавок, судя по некоторым рассказам, очень крупных медведей странной внешности добывали на Камчатке — в 1976, 1980 и 1982 годах в Олюторском, Карагинском и Тигильском районах Камчатской области. Примечательно, что ещё в 1920-е годы шведский зоолог Стен Бергман весьма живо заинтересовался информацией о гигантских медведях Камчатки и, изучив попавшуюся ему огромную медвежью шкуру необычного вида, заявил о существовании нового подвида бурого медведя  (так называемого «медведя Бергмана»).
Гипотеза о существовании иркуйема находилась на пике популярности во второй половине 1980-х годов. Не в последнюю очередь это было обусловлено активной деятельностью камчатского энтузиаста Родиона Николаевича Сиволобова, который вёл с рядом советских учёных и печатных издательств интенсивную переписку, получившую немалый резонанс. Сиволобов утверждал, что не только сам видел этого зверя, но и стал обладателем его черепа и шкуры, демонстрируя чёрно-белую фотографию выделанной медвежьей шкуры необычно светлого окраса с аномально широкой задней частью. Он утверждал, что туземцы Камчатки неоднократно рассказывали ему о гигантском медведе необыкновенной внешности, иногда нападавшем на стада оленей. Камчадалы, по словам Сиволобова, испытывали суеверный страх перед зверем. Чукчи и коряки называли зверя «ирку́йем» — буквально «волочащийся по земле» (или «волочащий по земле штаны»). Коряки Тигильского района, якобы, называли его «кайнын-кутх» (дословно «медведь-бог»). Сиволобов предполагал, что иркуйем мог быть неизвестным науке видом семейства медвежьих, находящимся на грани полного исчезновения. Районы обитания последних представителей этого вида могли, вероятно, быть в Олюторском, Карагинском и Тигильском районах.
Статьи о загадочном медведе появлялись в 1986-1987 годах не только в местных изданиях (газетах «Корякский коммунист» и «Камчатский комсомолец»), но и в газете «Правда», а также журналах «Вокруг света» и «Охота». В 1988 году студия «Киевнаучфильм» сняла фильм о животном мире Камчатки — «Куда ушёл иркуйем?», основой сюжета которого была проблема иркуйема.

## Предполагаемый внешний вид
Реконструкция возможной внешности иркуйема, основываемая на своде слухов, легенд и неподтверждённых свидетельств различной степени достоверности даёт образ очень крупного медведя, примерно вдвое большего по размерам, чем бурый медведь (вес иркуйема оценивался в 800—1000 кг). Передние лапы иркуйема мощные, но искривлённые. Задние лапы относительно намного короче, чем у бурого медведя и также искривлённые, так что при ходьбе иркуйем очень низко опускает зад, почти волочит его. Это впечатление усиливается из-за сильно провисающей, тяжёлой нижней части тела, наподобие курдюка. Окрас шкуры иркуйема намного светлее, чем у бурого медведя — почти серый. Движения иркуйема медленны и неуклюжи. При встрече с людьми большой размер, короткие лапы и обвисший зад не дают ему возможности быстро скрыться.

## Достоверность информации и гипотезы
В правдоподобности сообщений Р. Н. Сиволобова существуют весьма серьёзные сомнения, а имеющиеся у него шкура и череп, по мнению ряда авторов, с высокой степенью вероятности принадлежат крупному бурому медведю. Сообщалось также, что опросы аборигенного населения, местных охотоведов, егерей и т. д. показали отсутствие информации о медведях, внешний вид которых резко отличался бы от привычного. К тому же остатки необычного медведя, о которых заявляли энтузиасты, так и не были предъявлены для изучения, несмотря на письменные запросы зоологов. Вызывало вопросы также и полное отсутствие остатков иркуйема у местного населения, активно добывающего медведей.
Существует мнение, что гигантские медведи, которые действительно изредка попадались на глаза людям на Чукотке и Камчатке — не что иное, как аляскинские гризли (один из подвидов бурого медведя, отличающийся особо крупным размером), зашедшие через Берингов пролив. Высказывались и предположения, что медведи необычной внешности могли быть либо уродами, либо исключительно редкими случаями помеси белого и бурого медведей, — в обоих случаях они были мало жизнеспособны и, вероятно, быстро погибали. Некоторые учёные в 1980-е годы полагали, что иркуйем мог быть дожившим до наших дней ископаемым гигантским североамериканским короткомордым медведем (лат. Arctodus simus) — что представляется очень маловероятным ввиду того, что ископаемые остатки короткомордого медведя неизвестны на территории Сибири.
Проблема иркуйема остаётся до сих пор открытой, хотя интерес к ней заметно угас.